# Jonan Tan
Jonan Tan (* 27. Juni 2006 in Singapur), mit vollständigen Namen Jonan Tan En Yuan, ist ein singapurischer Fußballspieler.

## Karriere
Jonan Tan erlernte das Fußballspielen in der Schulmannschaft der St. Gabriel’s Secondary School sowie in der Jugendmannschaft der Lion City Sailors. 2022 spielte er für den Mattar Sailors FC. 2023 kehrte er zu seinem Jugendklub zurück. Sein Erstligadebüt gab er am 24. Februar 2023 (1. Spieltag) im Heimspiel gegen Tanjong Pagar United. Bei dem 3:1-Erfolg wurde er in der 81. Minute für den verletzten Hami Syahin eingewechselt. Am Ende der Saison 2023 feierte er mit den Sailores die Vizemeisterschaft.

## Erfolge
Lion City Sailors
- Singapurischer Vizemeister: 2023